# Espanha e as armas de destruição em massa
O ditador espanhol Francisco Franco tinha em mente o lançamento de uma arma nuclear. Seu principal objetivo era "reforçar a posição internacional espanhola, transformando o país em uma potência de armas". De acordo com um relatório da CIA datado em 15 de maio de 1974, o governo de Franco estava desenvolvendo um plano nuclear que merecia a atenção e vigilância da Estados Unidos. Entre seus objetivos, foi incluída a construção de instalações para o urânio enriquecido. Um relatório secreto da CIA afirmou que Espanha tem minas de urânio em seu território e três usina nucleares.